# إريك منك
إريك منك (بالتاغالوغية: Eric Menk) مواليد 24 أغسطس 1974 في ميشيغان، هو لاعب كرة سلة فلبيني. بدأ مسيرته الاحترافية في سنة 1996. مثّل منتخب بلاده. شارك في دورة الألعاب الآسيوية 2002.